# ЦСКА (клуб по хоккею на траве)
Команда Центрального спортивного клуба Министерства обороны (ЦСК МО) по хоккею с на траве (до 1955 — ЦДСА) — существовала в 1954—1956. Состояла из игроков одноименного клуба по хоккею с мячом.

## История
В марте 1954 чемпионы страны по хоккею с мячом команда ЦДСА получили в подарок от сотрудников индийского посольства инвентарь для игры в хоккей на траве. Тренировки проходили на деревянной площадке танцевальной веранды парка ЦДСА, а затем на открытых баскетбольных и теннисных кортах. Первый показательный матч состоялся 18 июля 1954 в парке ЦДСА. В 1955 и 1956 проходили Всесоюзные соревнования по хоккею на траве (фактически — чемпионат СССР), которые выиграли хоккеисты ЦСК МО. Они же составили костяк сборной СССР, проведшей два товарищеских матча со сборной Польши. Однако по их итогам развитие хоккея на траве в СССР было решено приостановить и игроки ЦСК МО сосредоточились на игре в хоккей с мячом.

## Состав
Владимир Быков, Виктор Чигирин, Лев Шунин, Евгений Папугин, Евгений Климанов, Михаил Гащенков, Ю. Захаров, И. Малахов, Геннадий Водянов, В. Быстров, Ю. Шорин

## Достижения
Всесоюзные соревнования по хоккею на траве
- Чемпион (2): 1955, 1956